# Двупятнистый афодий
Двупятнистый афодий (лат. Aphodius bimaculatus) — жук из семейства Пластинчатоусые, представитель многочисленного рода афодиев, обитающих и развивающихся в помёте различных животных.

## Описание
Жук длиной 8—12 мм. Голова, переднеспинка, нижняя сторона тела черные, брюшко красное. Бока переднеспинки с красной каймой. Надкрылья с очень тонкими бороздками, блестящие, красные, каждое с круглым черным пятном и узкой черной вершинной каймой. Основание и передний край переднеспинки не окаймлены. Средние и задние голени на вершине с длинными и короткими щетинками.

## Распространение
Франция, Германия, Австрия, Чехия, Словакия, Венгрия, Румыния, Польша, Литва, Эстония, Белоруссия, Украина, Молдавия; Киргизия, Казахстан.
В европейской части России встречается от Ленинградской и Ярославской обл. на севере через Московскую, Тульскую, Калужскую, Владимирскую области до Краснодарского и Ставропольского краев, Кабардино-Балкарии и Астраханской обл. на юге и до Урала на вост. В Сибири известен из Томской обл., окрестностей Новосибирска, близ г. Тимошевска (Красноярский край) и с Алтая(окрестности г. Рубцовска).

## Биология вида
Биология вида плохо изучена. Лёт жуков в мае-июне, иногда и в июле-августе. Встречается в свежем коровьем навозе. Афодии не зарывают навоз в землю и не скатывают из него шариков, как делают другие навозные жуки. Самки откладывают яйца непосредственно в помёт. Из яиц выходят белые личинки с темной головой и 3 парами ног. Личинки питаются навозом и развиваются под покровом кучки помёта, которая подсыхает сверху и даёт им естественную защиту. Под конец личинки зарываются в землю, где и окукливаются.

## Численность
В ряде мест сохранился в значительном количестве — например, в Волгоградской области.
В последние десятилетия наблюдается резкое снижение численности вида. В ряде областей европейской части России полностью исчез или стал крайне редок. В настоящее время мертвых жуков находили в большом количестве лишь в соли озера Эльтон и Баскунчак. Вымирание двупятнистого афодия на значительной части ареала возможно связано с резким усилением антропогенного воздействия, но достоверные причины не установлены.

## Замечания по охране
Занесен в Красную книгу России (II категория — сокращающийся в численности вид).